# Alexander (Film)
Alexander ist ein Monumentalfilm des Regisseurs Oliver Stone aus dem Jahr 2004, der das Leben und Wirken von Alexander dem Großen schildert. Der makedonische König gehört zu den größten Eroberern aller Zeiten und dehnte sein Reich bis nach Persien, Ägypten und Indien aus. Der Film konzentriert sich auf den Charakter Alexanders und die Historie und verzichtet bewusst auf die Darstellung der mythologischen Elemente, wie beispielsweise den gordischen Knoten, die Massenhochzeit von Susa oder das Orakel von Siwa.

## Handlung
Der alte Ptolemaios, der in seiner Jugend an Alexanders Seite gekämpft hat, erzählt dessen Geschichte.
Wir erfahren, dass Alexander in seiner Kindheit von seiner Mutter Olympias für ein gottgleiches, zu Großem bestimmtes Geschöpf gehalten wurde, während ihn sein Vater, der makedonische König Philipp II., zumindest zeitweise als Schwächling sah.
Nach Philipps Ermordung, bei der Olympias anscheinend eine entscheidende Rolle gespielt hat, wird der gerade erst 20-jährige Alexander zum König von Makedonien ernannt und beginnt einen Eroberungsfeldzug. Er dehnt sein Reich bis nach Persien, Ägypten und Indien aus und träumt davon, die Völker zu vereinen. Doch Alexanders Männer teilen seine Faszination für die „Barbarenvölker“ nicht und sehnen sich nach ihrer Heimat Makedonien. Alexanders Ehe mit der Asiatin Roxane, die zunächst kinderlos bleibt, wird nicht toleriert.
Alexander wird immer einsamer und verfällt mehr und mehr dem Wein. Im Streit tötet er Kleitos, einen seiner treuesten Gefährten.
Anschließend fällt Alexander in Indien ein. Nachdem er selbst in einer Schlacht schwer verwundet wurde, kehrt er mit seinem Heer nach Persien zurück und verbringt seine letzten Tage in Babylon. Als sein bester Freund Hephaistion, mit dem ihn eine homoerotische Beziehung verbunden hat, an einer vermuteten Vergiftung stirbt, hält Alexander seine Frau Roxane für die Mörderin und will sie töten, bis er erfährt, dass sie schwanger ist. Doch Alexander erlebt die Geburt seines Sohnes nicht mehr mit, denn er stirbt zuvor an Fieber.

## Wissenswertes
Als Grundlage für das Drehbuch diente die populäre Alexander-Biografie des Althistorikers Robin Lane Fox von der Oxford University aus dem Jahr 1973, in der ein sehr positives Urteil über den König gefällt wird, das keineswegs alle Forscher teilen. Fox, der auch kurz im Film zu sehen ist, diente während der Dreharbeiten außerdem als historischer Berater, wenngleich Stone sich abweichend davon erhebliche historische Freiheiten erlaubte. Gedreht wurde bei Marrakesch in Marokko, in London und in Thailand.
Die Weltpremiere fand am 16. November 2004 in Hollywood statt. In die deutschen Kinos kam er am 23. Dezember 2004.
Das Werk thematisiert die mutmaßliche Homosexualität Alexanders des Großen intensiv. Dies führte zu Protesten aus Griechenland, weil dort befürchtet wurde, der Ruf des griechischen Nationalhelden (anders als im Altertum gelten die antiken Makedonen im heutigen Hellas als Griechen) könnte beschädigt werden. Angedrohte Klagen könnten der Grund sein, warum der Film auf die Darstellung eindeutiger homosexueller Handlungen verzichtet.
Aus wirtschaftlicher Sicht war der Film ein Flop. Produktions- und Marketingkosten von etwa 195 Millionen US-Dollar stand ein weltweites Einspielergebnis in Höhe von lediglich 167 Millionen US-Dollar entgegen.
Neben der Kinofassung (175 Minuten NTSC-DVD/168 Minuten PAL-DVD) existiert in einigen asiatischen und englischsprachigen Ländern ein Director’s Cut (167 Minuten NTSC- und PAL-DVD) sowie ein so genannter Final Cut (214 Minuten NTSC-DVD) von Alexander auf DVD und Blu-ray Disc. Außerdem gibt es einen Ultimate Cut, der rund 207 Minuten lang ist.
Der Director’s Cut ist insgesamt acht Minuten kürzer (bezogen auf die NTSC-Laufzeit) als die Kinofassung. Stone hatte insgesamt 17 Minuten der ursprünglichen Fassung herausgeschnitten und neun Minuten neue Szenen eingefügt, um dem Film etwas mehr Tempo zu verleihen und ihn so massentauglicher zu machen.
Der Final Cut wurde nach dem Wortlaut von Oliver Stone von ihm erstellt, weil er selbst feststellen musste, dass keine bisher veröffentlichte Fassung abgeschlossen und in sich stimmig sei. Der Final Cut sei mit nun ungefähr 3½ Stunden Laufzeit seine klarste Interpretation des unglaublichen Lebens von Alexander. Stone hatte für den Final Cut erneut Szenen eingefügt und die Handlungsstruktur gegenüber dem Director’s Cut nochmals umgestellt und abgeändert. Auch gibt es in dieser Fassung eine heutzutage selten gewordene Intermission, die den Film in zwei Hälften aufteilt.
In der Original-Fassung versuchte Oliver Stone, die unterschiedlichen Kulturen durch unterschiedliche Dialekte darzustellen. So sprechen beispielsweise Alexander und die übrigen Makedonen mit irischem Akzent, seine Mutter aber mit russischem Akzent.
Der Film kam auch bei der Kritik sehr schlecht an und war 2004 für sechs Goldene Himbeeren nominiert, darunter in den Kategorien schlechtester Film, schlechtester Hauptdarsteller (Colin Farrell), schlechteste Hauptdarstellerin (Angelina Jolie) und schlechtester Regisseur (Oliver Stone). Er erhielt aber keine einzige dieser „Auszeichnungen“ und ging daher „leer“ aus.
Die einzige bekanntere Verfilmung des Alexander-Stoffes vor Oliver Stones Alexander ist der Monumentalfilm Alexander der Große von Robert Rossen aus dem Jahr 1956.

## Kritiken

### Positiv
„Es gibt Zeiten, in denen mich die Menschheit echt nervt, besonders meine Landsleute und ganz besonders die Kritiker. Dass Oliver Stone von diesen Leuten kollektiv in den Dreck gezogen wird, stößt mich ab – nein – macht mich sogar wütend! […] Alexander ist ein beeindruckendes Spektakel voller Visionen, Ideen und großartiger Schauspielkunst.“

„Selbst wenn der Film die Welt nicht erobert, so ist Stones Alexander doch die Schlacht wert. Wie JFK und Geboren am 4. Juli verbindet er Geschichte und Politik zu einer wilden, erinnerungswürdigen und atemberaubenden Reise.“

„Der Film schlittert mehrmals nah am Kitsch entlang (ungnädige Zuschauer würden den Film als zu lachhaft betrachten), aber Stones Mut zum Wagnis hat seinen ganz eigenen Reiz.“

Die Deutsche Film- und Medienbewertung FBW in Wiesbaden verlieh dem Film das Prädikat wertvoll.

### Negativ
„Ein kindisches Drehbuch, konfuser Verlauf und erschreckend schlechte Schauspieler machen diesen Oliver-Stone-Film zu einer großen Enttäuschung.“

„Diesen Film zu schauen, ist wie im Unterricht eines Geschichtslehrers zu sitzen, der nicht einmal gut erzählen kann.“

„Was immer monumental ist, Oliver Stones angebliches Herzensprojekt über den größten Schlachtenlenker der Weltgeschichte hat es nicht. ‚Alexander‘ bleibt trotz einer respektablen Leistung Colin Farrells ohne Brennpunkt und entwirft über drei Stunden die bedauernswerte Geschichte des Scheiterns eines Riesenprojektes.“

## Faktentreue

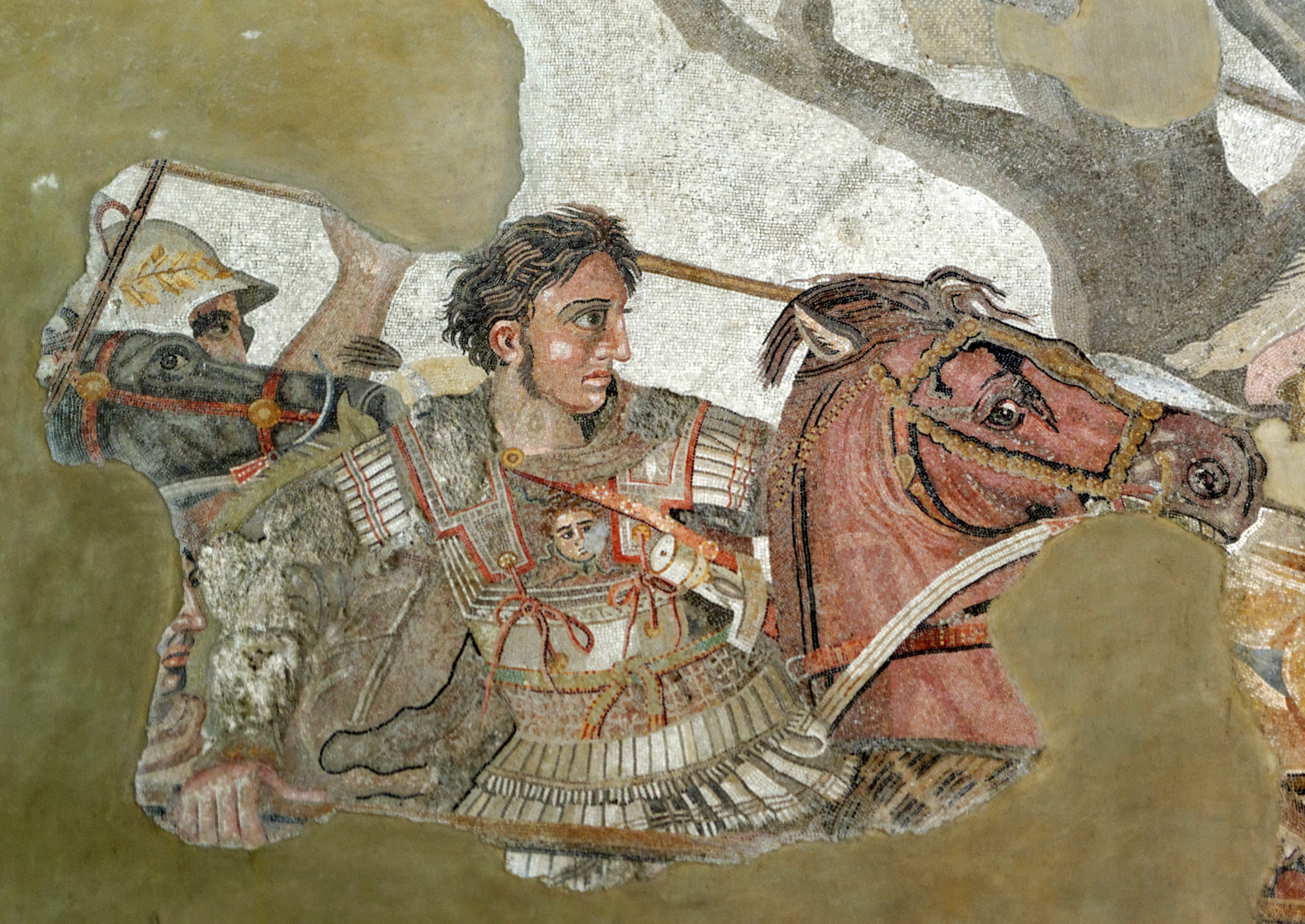
Das berühmte Mosaik der Schlacht bei Issos diente den Filmdesignern als Vorlage für das Aussehen und das Kostüm von Alexander (Mosaik, Pompeji, ca. 150–100 v. Chr., nach einem um 320 entstandenen Gemälde)

Wie häufig in den Filmen des Genres Monumentalfilm hält diese Produktion einige historische Fakten zurück, fügt freie Erfindungen hinzu und stellt bloße Vermutungen auf. Deutlich hervorzuheben ist aber gerade in diesem Film der erkennbare Versuch, die Antike lebendig werden zu lassen. Die Macher bemühten sich, griechische Kleidung und Ausstattung jener Zeit historisch richtig wiederzugeben und auch auf allzu drastische Verfälschungen der Geschichte weitgehend zu verzichten. Obwohl dies keineswegs immer gelingt und der Film trotz der Mitwirkung von Robin Lane Fox bei den meisten Althistorikern Enttäuschung und Kritik weckte, grenzte sich Alexander insgesamt klar ab von früheren amerikanischen Sandalenfilmen.
Einige Beispiele für Fehler bzw. Änderungen:
- Aristoteles zeigt anhand eines Fußbodenmosaiks seinen Schülern die damals bekannte Welt. Dieses Mosaik jedoch enthält die lateinische, nicht die griechische Schrift. Auch Ptolemaios I. zeigt eine Landkarte, die lateinische Begriffe enthält. In beiden Fällen wäre aufgrund der ansonsten bereits recht wirklichkeitsgetreuen Darstellung der Landkarten beziehungsweise aufgrund der Dialoge der Mittelmeerraum und der Nahe Osten auch trotz einer schriftlichen Sprachbarriere erkennbar gewesen. Zu Zeiten Alexanders war die lateinische Sprache und Schrift in den östlichen Mittelmeergebieten nicht verbreitet und konnte sich selbst in der römischen Kaiserzeit nur als Amtssprache durchsetzen, nicht jedoch als Intellektuellensprache. Ebenso sind jegliche Inschriften und lesbare Briefe, trotz keilschriftartiger Buchstaben, im Film auf Englisch gehalten, obwohl deren Verständnis nicht wichtig für die Handlung ist.

- Aus Gründen der filmischen Dramaturgie wurden Ereignisse an einen anderen Ort verlegt beziehungsweise an einen anderen Zeitpunkt. So wurde Alexander der Große nicht in der Schlacht am Hydaspes durch einen Pfeil schwer verwundet, sondern bei der Belagerung von Multan, als er sich angeblich alleine dem gesamten feindlichen Heer stellte, bis ihm seine Truppen zu Hilfe eilten. Im Anschluss dieser Verletzung fasst Alexander im Film selbst den Beschluss zur Umkehr, nach der antiken Überlieferung kam es hingegen nach der Schlacht am Hydaspes zu einer Meuterei seines Heeres, weshalb er gegen seinen Willen zur Umkehr gezwungen war. Anders als sein historisches Vorbild ist Stones Alexander daher weitgehend frei von Hybris und Größenwahn, sondern wird positiver gezeichnet.

- Besonders für Kindheit und Privatleben Alexanders stützt sich das Drehbuch offensichtlich nicht auf den allgemein als recht zuverlässig geltenden Geschichtsschreiber Arrian, sondern auf die von Legenden und Anekdoten durchsetzte Alexanderbiographie des Philosophen Plutarch. So findet sich im Film vieles, was zwar in einer antiken Quelle so oder ähnlich berichtet wird, was aber von den meisten Wissenschaftlern längst als Fiktion enttarnt worden ist. Alles in allem entspricht der Film eher dem Forschungsstand der 1950er Jahre als dem seiner Entstehungszeit. Dies gilt insbesondere auch für die klischeebelastete Darstellung der Perser (siehe Orientalismus).

- Der Name Roxana stammt aus dem Altpersischen Rauḫšna (gesprochen Ara-uchschna, روشنک Roschanak) und bedeutet „Morgenröte“ oder „die Strahlende“. Die Rolle wurde von einer Afroamerikanerin gespielt, obwohl sie als Perserin eine hellere Hautfarbe hatte.

## Synchronisation
Von Alexander gibt es zwei unterschiedlich synchronisierte Fassungen, die Original-Kinofassung und den Directors Cut (DC). Während viele Sprecher ident sind, gibt es einige Rollen mit unterschiedlichen Sprechern. Am auffallendsten ist Anthony Hopkins’ Rolle des alten Ptolemaios, die in der Kinofassung von Joachim Kerzel und im DC von Kaspar Eichel synchronisiert wurde. Die Rollen mit zwei unterschiedlichen Sprechern sind fett gekennzeichnet.
| Rolle                | Kinoversion              | Final Cut                |
| -------------------- | ------------------------ | ------------------------ |
| Alexander            | Markus Pfeiffer          | Markus Pfeiffer          |
| Olympias             | Claudia Urbschat-Mingues | Claudia Urbschat-Mingues |
| Hephaistion          | Florian Halm             | Florian Halm             |
| Philipp II.          | Udo Schenk               | Udo Schenk               |
| Ptolemaios I. (alt)  | Joachim Kerzel           | Kaspar Eichel            |
| Ptolemaios I. (jung) | Tobias Kluckert          | Tobias Kluckert          |
| Aristotheles         | Lothar Blumhagen         | Lothar Blumhagen         |
| Roxane               | Tanja Geke               | Tanja Geke               |
| Cassander            | Norman Matt              | Norman Matt              |
| Dareios III.         | Oliver Siebeck           |                          |
| Bagoas               |                          | Roland Wolf              |
| Kleitos              | Thomas Nero Wolff        | Thomas Nero Wolff        |
| Leonidas             | Horst Lampe              | Horst Lampe              |
| Prinz Pharnakes      | Erol Sander              | Erol Sander              |
| Attalos              | Reinhard Kuhnert         | Reinhard Kuhnert         |
| Philotas             | Simon Jäger              | Simon Jäger              |
| Perdiccas            | Matthias Deutelmoser     |                          |
| Krateros             | Ingo Albrecht            | Tilo Schmitz             |
| Antigonos            | Bernd Schramm            | Peter Reinhardt          |
| Stateira             | Marie Bierstedt          |                          |
| Pausanius            | Matthias Hinze           | Dirk Stollberg           |
| Aristander           | Bernd Rumpf              | Jan Spitzer              |
| Glaukos              |                          | Helmut Gauß              |
| Parmenion            | Thomas Wolff             | Thomas Wolff             |
| Pferdehändler        | Kaspar Eichel            |                          |
| Nearchus             | Lutz Schnell             | Lutz Schnell             |
| Leonnatus            | Peter Flechtner          | Peter Flechtner          |